# Przezmięśniowa rewaskularyzacja laserowa
Uzasadnienie: to samo
Przezmięśniowa rewaskularyzacja laserowa -(ang.transmyocardial laser revascularisation, TMLR) - jedna z technik kardiochirurgicznych umożliwiająca rewaskularyzację mięśnia sercowego.
Technika polega na laserowym wytworzeniu 12 - 50 kanałów o średnicy 1 mm, biegnących przez całą grubość mięśnia sercowego.
Zabieg wykonywany jest po otwarciu klatki piersiowej poprzez sternotomię pośrodkową, torkotomię boczną lub przezskórnie. Najczęściej wykonywany jest łącznie z CABG w miejscach, gdzie nie ma możliwości wykonania pomostów naczyniowych.